# Sant'Angelo a Scala
Sant'Angelo a Scala est une commune italienne de la province d'Avellino, dans la région Campanie.

## Administration
| Période                                  | Période | Identité | Étiquette | Qualité |
| ---------------------------------------- | ------- | -------- | --------- | ------- |
|                                          |         |          |           |         |
| Les données manquantes sont à compléter. |         |          |           |         |

### Communes limitrophes
Altavilla Irpina, Capriglia Irpina, Grottolella, Pietrastornina, Summonte

## Personnalités nées à Sant'Angelo a Scala
- Paul IV (Pietro Caraffa), pape de 1555 à 1559 ;
- Pietro Auletta, compositeur italien, 1698(?)-1771.